# Laggarboån
Laggarboån är en å i Gästrikland i Sverige som förbinder Österfärnebos största sjö Fängsjön med Dalälven.
Laggarboån rinner söderut och är bitvis djup och innehåller källor. Den är därför farlig att vistas på när det är vinter och issport. Många har genom åren ramlat i där. Laggarboån var redan på vikingatiden en viktig förbindelseled mellan Dalälven och bygderna uppströms åarna.